# リズム食品

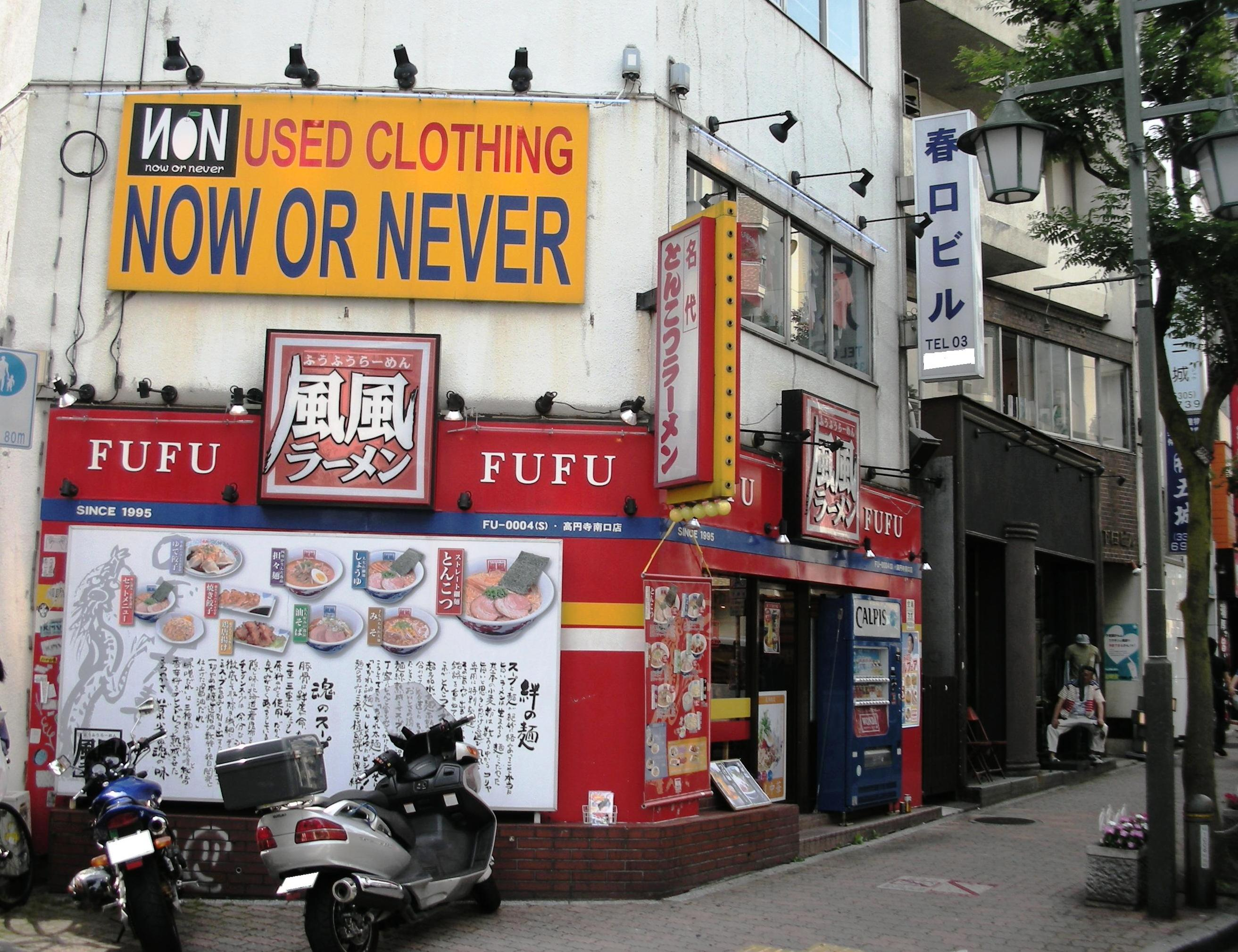
風風ラーメン高円寺南口店（東京都杉並区）

リズム食品株式会社（リズムしょくひん）は、福岡県北九州市小倉北区に本社を置くラーメンチェーン本部。ラーメン店「風風ラーメン」、「一麺亭」、「小倉肉うどんパンチ」の直営店およびフランチャイズを日本国内で展開する。

## 概要

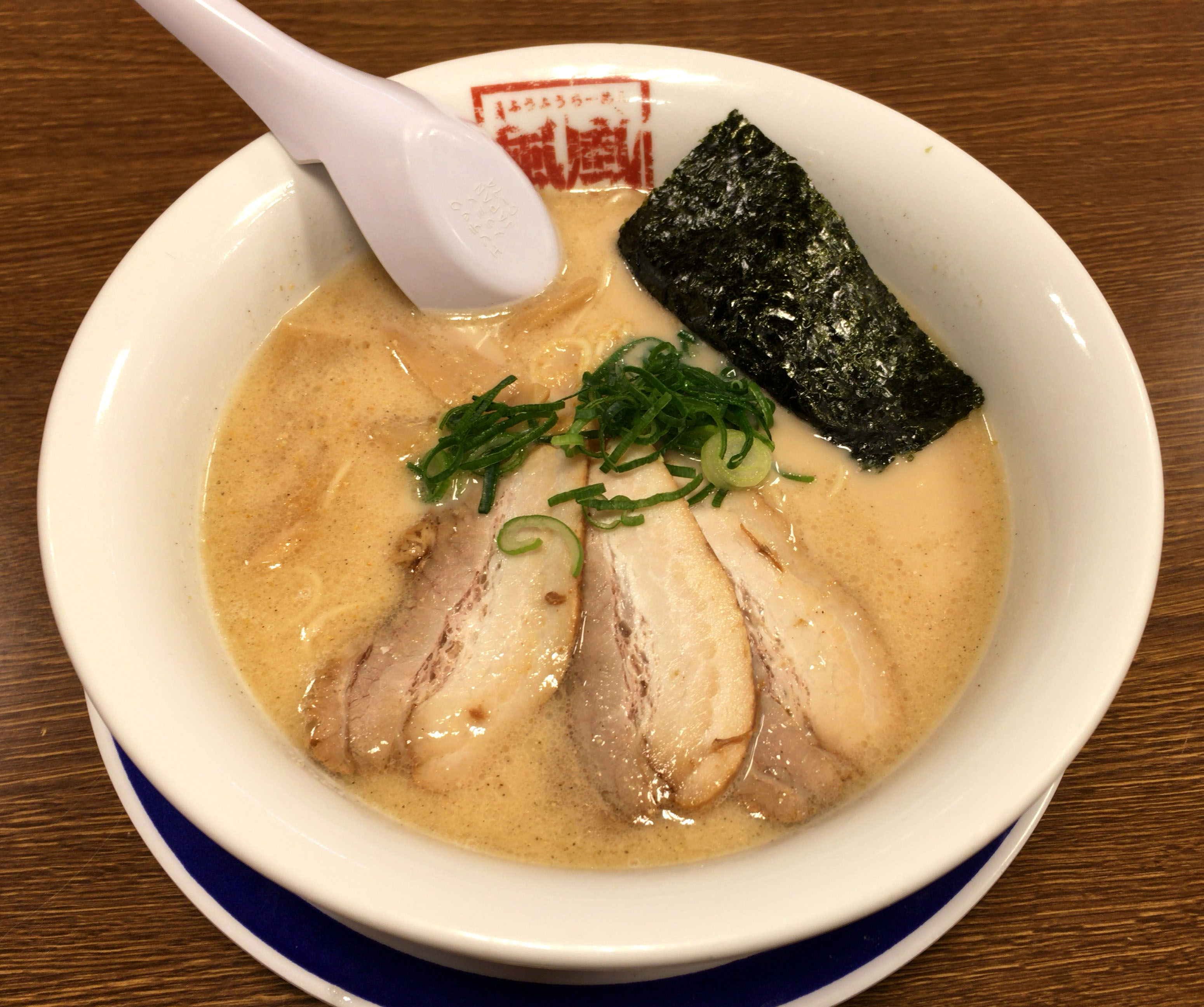
風風ラーメンのとんこつラーメン

北九州市に本拠を置き、飲食業等を展開する「コスモスグループ」に属する。
「風風ラーメン」をメインブランドとして展開している。とんこつラーメンが主体であるが、「風風ラーメン」では、醤油ラーメン、味噌ラーメン、油そばなどがあり、焼きめし、餃子などのサイドメニューをあわせたセットメニューもある。
また、独自の教育事業「NHKK研修」を行なっている。NHKKとは、「ニコニコ」、「ハキハキ」、「キビキビ」、「気配り」の頭文字を取ったものである。

## 沿革
- 1995年（平成7年）6月26日 - 会社設立。
- 2006年（平成18年）11月 - ISO9001認証取得。

## 店舗
2022年3月現在、風風ラーメンは23店舗(関東8店舗、近畿1店舗、中国四国9店舗、九州沖縄5店舗)、一麺亭は7店舗(福岡1店舗、長崎6店舗)を展開。「小倉肉うどんパンチ」は1店舗（埼玉県)、「桜吹雪が風に舞う」は店舗無し。

## 関連会社
- 株式会社ドリームメーカーズ